# میدان هوایی اورتون/اسمیت
میدان هوایی اورتون/اسمیت (به انگلیسی: Orton/Smith Field Airport) یک فرودگاه خصوصی است که یک باند فرود چمن دارد و طول باند آن ۹۱۴ متر است. این فرودگاه در کشور کانادا قرار دارد و در ارتفاع ۴۴۲ متری از سطح دریا واقع شده است.